# Cetonana orientalis
Cetonana orientalis là một loài nhện trong họ Trachelidae.
Loài này thuộc chi Cetonana. Cetonana orientalis được Ehrenfried Schenkel-Haas miêu tả năm 1936.